# Boogaert

Familiewapen van Boogaert

Boogaert (ook: Van Adrichem Boogaert) is een Nederlands geslacht, waarvan leden sinds 1905 behoren tot de Nederlandse adel.

## Geschiedenis
De stamreeks begint met Claes Aryszn. Boogaert, gegoed rond Pijnacker en overleden voor 7 december 1562. Zijn zoon was schepen van het Hondertland. Latere nakomelingen waren bestuurders in de stad Delft.
Bij KB van 4 december 1905 werd Henri Louis Boogaert (1848-1912) verheven in de Nederlandse adel; in 1906 gebeurde hetzelfde met twee broers van hem en met zijn neef Hendrik Albert van Adrichem Boogaert (1843-1927), zoon van Charles Jacques Boogaert (1810-1869) en Anna Maria Elisabeth van Adrichem (1810-1895). De niet-adellijke leden werden in 1918 opgenomen in het genealogische naslagwerk Nederland's Patriciaat.

## Adeldom voor buiten huwelijk geboren zoon
Op 30 juni 1995 deed de Hoge Raad der Nederlanden een uitspraak omtrent de adeldom van Floris Ralph van Adrichem Boogaert. Hierbij overwoog de Hoge Raad dat Floris, ondanks het feit dat zijn vader (jonkheer Niels Jogchum van Adrichem Boogaert) en moeder niet waren getrouwd, toch te wettigen. De Hoge Raad kwam tot dit oordeel door getuigenverklaringen die inhielden dat zijn ouders voornemens waren te trouwen. De Hoge Raad gaf op 30 juni 1995 een positief advies aan de minister van justitie, welke op 4 juli 1995 de gevraagde brieven van wettiging verleende. Op 13 juli 1995 werd Floris Ralph van Adrichem Boogaert officieel ingeschreven als jonkheer in het filiatieregister van de Nederlandse Adel.     
Geslachten die opgenomen zijn in het sinds 1910 verschijnende genealogische naslagwerk Nederland's Patriciaat. Lijst volgens opgave van het CBG Centrum voor familiegeschiedenis.
A · B · C · D · E · F · G · H · I · J · K · L · M · N · O · P · Q · R · S · T · U · V · W · Y · Z